# Michael A. Mogensen
Michael A. Mogensen (Hagerstown, 1973) is een Amerikaans componist, dirigent, arrangeur en hoornist.

## Levensloop
Mogensen studeerde muziektheorie, contrapunt, analyse en hoorn aan de "School of Music" van de James Madison Universiteit in Harrisonburg en compositie aan het Ithaca College School of Music in Ithaca. Als hoornist was hij lid van zowel de James Madison University (JMU) Wind Symphony alsook het James Madison University (JMU) Symphony Orchestra.
Hij is als componist en arrangeur werkzaam voor de muziekuitgeverijen "Warner Brothers Publications" alsook voor de "Disney Music Publishing". Verder werkt hij als gast-dirigent voor verschillende conservatoria en "High Schools" in de Verenigde Staten. Mogensen is een veel gevraagd jurylid bij wedstrijden en concoursen.
Als componist schrijft hij werken voor orkest en harmonieorkest. Voor zijn Aerial Fantasy werd hij in 2007 voor de bekende Pulitzerprijs voor muziek genomineerd. Naast verschillende American Society of Composers, Authors and Publishers (ASCAP) Concert Music Awards werd hij bekroond met de Colonel Arnold D. Gabriel Composition Prize uitgereikt door The United States Air Force Band in Washington D.C. voor zijn werk Sierra Dawn.

## Composities

### Werken voor orkest
- Quest for the Grail[1]

### Werken voor harmonieorkest
- 2003 Sierra Dawn
- 2005 Ninety Years March
- 2005 Aerial Fantasy
- 2005 Afterglow: Light Still Shining
- 2006 Evókatah[2]
- 2010 September
- Chapter Final
- Quest for the Grail

## Media
1. ↑  Quest for the Grail door "Moanalua High School Concert Orchestra" o.l.v. Grant Otomo. Gearchiveerd op 24 november 2024.
2. ↑  Evókatah door "CSU Rocky Mountain Music Camp Honor Band". Gearchiveerd op 29 september 2017.